# 阿勒蒙
阿勒蒙（法語：Allemond，法語發音：[almɔ̃]）是法国伊泽尔省的一个市镇，位于该省东部山区，属于格勒诺布尔区。

## 地理
阿勒蒙（45°7'49"N, 6°2'15"E）面积44.75 平方千米，位于法国奥弗涅-罗讷-阿尔卑斯大区伊泽尔省，该省份为法国东南部内陆省份，北起顺时针与安省、萨瓦省、上阿尔卑斯省、德龙省、阿尔代什省、卢瓦尔省和罗讷省。
与阿勒蒙接壤的市镇（或旧市镇、城区）包括：圣索尔兰达尔沃、沃雅尼、瓦桑堡、拉瓦勒昂贝勒多讷、利韦和加韦、奥镇、勒韦勒、圣阿涅丝、上布雷达。

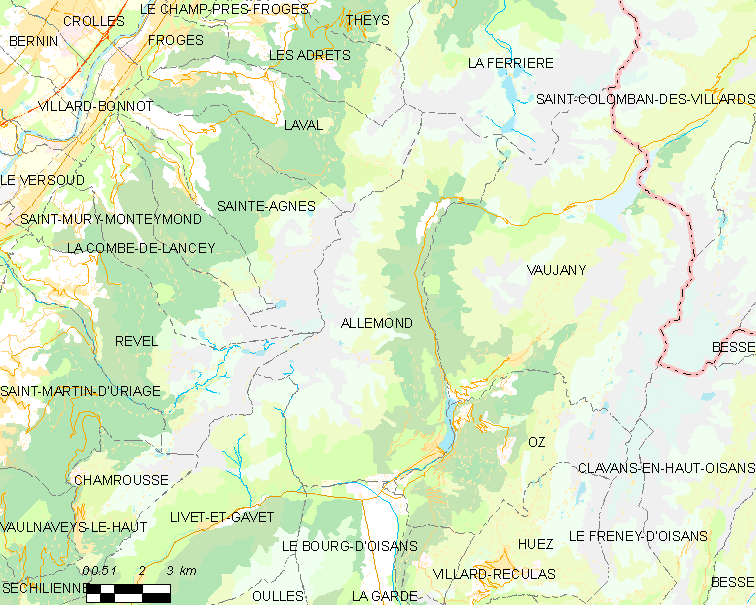
阿勒蒙的OSM定位图

阿勒蒙的时区为UTC+01:00、UTC+02:00（夏令时）。

## 行政
阿勒蒙的邮政编码为38114，INSEE市镇编码为38005。

## 政治
阿勒蒙所属的省级选区为瓦桑-罗曼什县。

## 人口

1962-2008年间阿勒蒙人口变化图示

阿勒蒙于2022年1月1日时的人口数量为955人。